# Pik Tjapajeva
Pik Tjapajeva (ryska: Пик Чапаева) är en bergstopp i Kirgizistan.   Den ligger i oblastet Ysyk-Köl Oblusu, i den östra delen av landet, 500 km öster om huvudstaden Bisjkek. Toppen på Pik Tjapajeva är 6 330 meter över havet, eller 568 meter över den omgivande terrängen. Bredden vid basen är 4,2 km.
Terrängen runt Pik Tjapajeva är huvudsakligen mycket bergig. Runt Pik Tjapajeva är det mycket glesbefolkat, med 5 invånare per kvadratkilometer. Det finns inga samhällen i närheten. Trakten runt Pik Tjapajeva är permanent täckt av is och snö.